# 반투족

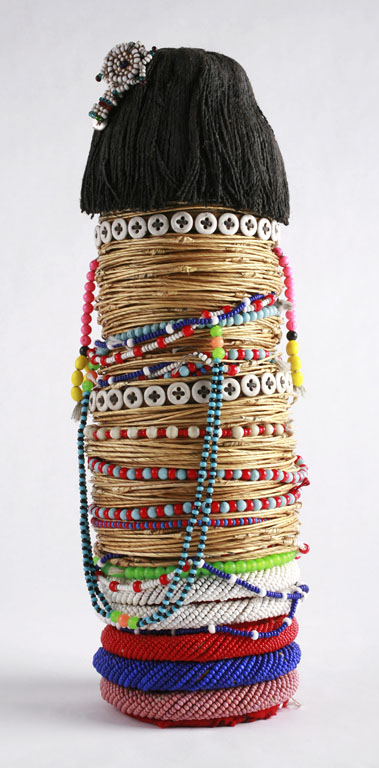
인디애나 주의 어린이 박물관의 반투족 구슬 인형

반투족(Bantu)은 아프리카 흑인 종족 분류 가운데 하나로, 반투어군의 언어를 사용하는 민족들을 통틀어 가리킨다. 주로 북위 5도 이남의 아프리카 지역에서 분포하고 있다. 약 300개의 부족으로 이루어져 있으며, 모두 고유 언어나 방언이 있다. 반투족에서 반투는 반투어족 언어에서 공통적으로 인간이라는 뜻을 가지고 있다.

## 반투족의 분류
반투족의 동아프리카 이주는 크게 네 가지 이동형태를 나타내고 있다. 이들은 호수지역의 반투, 중부와 북부 탄자니아의 반투, 해안과 고지대의 반투, 남부 탄자니아의 반투 등으로 분류된다. 호수지역의 반투족에는 바간다(Baganda), 바니오로(Banyoro), 바니안콜레(Banyankole), 바토로(Batoro), 와샴바(Washamba), 바기수(Bagisu), 바룬디(Barundi) 등이 이에 속한다. 콩고 삼림 지대로부터 비옥한 땅을 찾아 이동한 이들은 빅토리아(Victoria)호의 북부와 서부 지대에 정착한다. 중부와 북부 탄자니아 반투(Central and Northern Tanzania Bantu)족으로는 수쿠마(Sukuma), 고고(Gogo), 진자(Zinza), 하(Ha), 니암웨지(Nyamwezi) 등을 들 수 있다. 해안 지대와 고지대의 반투족(Coastal and Highland Bantu)으로는 니카(Nyika), 기리아마(Giriama), 차가(Chagga), 샴바(Shambaa), 포코모(Pokomo), 파레(Pare), 타이타(Taita), 캄바(Kamba), 키쿠유(Kikuyu), 엠부(Embu), 메루(Meru), 추카(Chuka) 등이 있다. 남부 탄자니아의 반투족에는 마콘데(Makonde), 루피지(Rufiji), 음웨라(Mwera), 라구루(Laguru), 자라모(Zaramo) 등이 있다. 한편 동아프리카에서의 비반투 어족은 수단, 에티오피아, 아프리카의 뿔(Horn of Africa)의 세 지역에서 유래하고 있다.

## 역사
기원전 800년부터 500년 사이 반투어족의 여러 민족이 콩고 분지에서 서쪽과 동쪽으로, 후에는 남쪽으로 이동했다. 반투족의 이동은 새로운 농업 방식을 도입하는 과정에서 몇십 년을 거쳐 이뤄졌으며 대가족 단위보다 작은 단위의 공동체로 이동하였다. 반투족은 남아프리카로 이동하면서 산족과 코이코이족과 접촉했다. 622년 이슬람교가 반투족을 대상으로 한 선교를 시도했으나 실패했다.
주로 빅토리아호(湖)·키오가호·앨버트호·에드워드호·키부호·탕가니카호 등이 산재하는 내륙의 고지에 거주한다. 우간다의 소가·간다·뇨로·토로·치가의 각 종족, 루안다의 부룬디족, 콩고의 루안다·룬디·바시·훈데의 각 종족, 탄자니아의 하야·진자·케레웨의 각 종족을 포함한다. 언어적으로는 관련이 없으나 문화적인 유사성에서, 탄자니아의 수쿠마족·니얌웨지족 등도 반투족이라고 불린다. 인종적으로는 니그로계에서 셈족까지 다양하며, 생업도 목축에서 농업에 이르기까지 각 종족에 따라 상이하다. 그러나 일반적으로는 세습제의 왕국을 형성하며, 19세기 후반에는 간다·루안다 등의 강력한 왕국이 번영하였다. 수백으로 갈라진 각 부족에게는 각기 고유한 주술·종교의례·연령집단 등이 있어 지금도 생활을 규제하는 것이 많은 실정이며, 이것이 독립 후의 민족적 통일을 방해하였다. 여성은 가축을 돌보면서 바나나·기장·감자 등을 재배하고, 남성은 군대와 공공적인 노동에 종사한다.

## 같이 보기
- 반투어군